# Ождула (комуна)
Ождула (рум. Ojdula) — комуна у повіті Ковасна в Румунії. До складу комуни входять такі села (дані про населення за 2002 рік):
- Ождула (3224 особи) — адміністративний центр комуни
- Хіліб (296 осіб)

Комуна розташована на відстані 172 км на північ від Бухареста, 39 км на схід від Сфинту-Георге, 62 км на північний схід від Брашова.

## Населення
За даними перепису населення 2002 року у комуні проживали 3520 осіб.
Національний склад населення комуни:
| Національність            | Кількість осіб | Відсоток |
| ------------------------- | -------------- | -------- |
| угорці                    | 3255           | 92,5%    |
| румуни                    | 183            | 5,2%     |
| цигани                    | 75             | 2,1%     |
| не вказали національність | 7              | 0,2%     |

Рідною мовою назвали:
| Мова      | Кількість осіб | Відсоток |
| --------- | -------------- | -------- |
| угорська  | 3338           | 94,8%    |
| румунська | 182            | 5,2%     |

Склад населення комуни за віросповіданням:
| Релігія                                       | Кількість осіб | Відсоток |
| --------------------------------------------- | -------------- | -------- |
| римо-католики                                 | 3126           | 88,8%    |
| православні                                   | 171            | 4,9%     |
| п'ятдесятники                                 | 87             | 2,5%     |
| адвентисти                                    | 68             | 1,9%     |
| реформати                                     | 48             | 1,4%     |
| унітарії                                      | 8              | 0,2%     |
| бретрени                                      | 4              | 0,1%     |
| лютерани (Синодально-пресвітеріанська церква) | 2              | 0,1%     |
| лютерани (Аугсбурзького сповідання)           | 2              | 0,1%     |
| не вказали релігію                            | 3              | 0,1%     |